# Odna (film)
Odna (Russisch: Одна; "Alleen") is een film uit 1931, gemaakt in de jaren dat het Sovjetregime aan de macht was. De film is voorzien van een scenario en geregisseerd door Leonid Trauberg en Grigori Kozintsev. Oorspronkelijk zou de film opgeleverd worden als stomme film, maar later werd besloten er toch muziek, effecten en dialogen aan toe te voegen. De muziek werd geschreven door Dmitri Sjostakovitsj. De film behandelde drie thema's die toen opgeld deden: onderwijs, technologie en het elimineren van koelakken.

## Inhoud
De film vertelt het verhaal van een Jelena Koezmina een net in Leningrad afgestudeerde onderwijzeres. De naam van de onderwijzeres is vanwege het hoge realistische karakter van de film gelijk aan die van de actrice die de rol speelde. Na haar afstuderen gaat ze met haar man Petya pad in haar stad, dromend van het lesgeven aan gehoorzame kinderen in de stad. Helaas wordt ze toegewezen aan een afgelegen dorp in de Altaj-bergen. In eerste instantie protesteert ze en dat wordt toegewezen door de onherkenbaar gemaakte Nadezjda Kroepskaja; ze is alleen van achteren zichtbaar. Ze wordt echter uitgemaakt voor lafaard en besluit alsnog haar post te gaan bezetten.
Wanneer ze aankomt, wordt ze begroet door een vijandige omgeving en een totem met een opgehangen paardenhuid. De Bei (plaatselijk variant van koelak) en de slome Sovjet-afgezant zitten niet te wachten op enige bemoeienis vanuit Moskou. De bevolking, nog primitief en het sjamanisme aanhangend, overleeft door het hoeden van schapen en zit ook niet te wachten op de betweterigheid van de autoriteiten. Jelena wordt geliefd bij de kinderen maar opleiding stokt doordat de kinderen steeds het land worden opgestuurd om voor levensonderhoud te zorgen. Het door haar te geven onderwijs sluit ook op geen enkele wijze aan op de behoeften in de Altaj. Op steun van de afgezant hoeft ze ook al niet te rekenen. Die vond voornamelijk de poster wel aardig, maar is verder niet geïnteresseerd.
Telena volhardt in haar onderwijs en gaat op het land lesgeven. Daar blijkt de Bei de dieren verkocht te hebben voor de slacht. Jelena wil uitzoeken of het mogelijk is dat een Bei het gemeenschappelijke bezit zo maar kan verkopen. Ze trekt weg, maar eenmaal op weg wordt ze van de kar afgeduwd en alleen achtergelaten. Het terrein niet kennende raakt ze verdwaald in een sneeuwstorm.
In de film wordt ze gered door de bewoners van het dorp. Ze moet geopereerd worden en ze wordt per vliegtuig opgehaald. Het laatste filmbeeld is het vliegtuig dat over de totem vliegt.

## Rolverdeling
| Acteur           | Personage                      |
| ---------------- | ------------------------------ |
| Jelena Koezmina  | Jelena Koezmina                |
| Pjotr Sobolevski | Koezmina's verloofde           |
| Sergej Gerasimov | voorzitter van de gemeenteraad |
| Maria Babanova   | vrouw van de voorzitter        |
| Van Ljoe-Sjan    | koelak                         |
| Janina Zjejmo    | leraar                         |
| Boris Tsjirkov   | stem telefoon                  |

## Geschiedenis
Trauberg en Kozintsev hadden samen al eerder films gemaakt. Hun eerdere film De Nieuw Babylon (1929) moest op last van de regering verscheidene keren aangepast worden en verdween uiteindelijk in de la. In 1948 kwam een algehele embargo tegen de films van Trauberg in de antisemitische stroming die toen gepropageerd werd. Odna mocht dan wel gefilmd worden, maar de teugels waren meer aangehaald dan tijdens Nieuw Babylon. De film is gebaseerd op twee krantenartikelen van dezelfde strekking als de film, doch in een van de versies pleegt de lerares zelfmoord; in een andere versie wordt ze inderdaad gered. Oorspronkelijk speelde het verhaal zich af in Karelië.
De film werd opgenomen in Leningrad en gedurende zeven maanden in Kazachstan. De première vond plaats in Leningrad op 10 oktober 1930 in de Rodina Bioscoop. De film werd populair en niet alleen in Rusland; ook in het buitenland vond succesvolle vertoning plaats. In de Tweede Wereldoorlog is bij het Beleg van Leningrad de zesde filmspoel van de in totaal zeven spoelen verloren gegaan; hetzelfde overkwam sommige delen van de muziek van Sjostakovitsj. Tijdens de ban en de strenge tijden van Stalin en opvolgers verdween de film uit het zicht om pas weer in 1984 in Den Haag tevoorschijn te komen. Een nieuwe vertoning vond plaats in 2003 in 's-Hertogenbosch, toen inmiddels ook de gehele muziekpartituur hersteld en waar nodig aangevuld was. Daarna volgden ook vertoningen elders. Bij de reconstructie kwam ook muziek boven tafel die wel voor de film geschreven is, maar uiteindelijk weggelaten is, zoals een ouverture.